# Stavros Fasoulas
Stavros Fasoulas är en programmerare och skapare av flera numera klassiska titlar i mjukvaruföretaget Thalamus spelkatalog. Är bland annat upphovsman till företagets tre första spel Sanxion, Delta och Quedex. Fasoulas karriär fick sig ett plötsligt avbräck när han var tvungen att rycka in i sin värnplikt i finländska armén.